# Les Nouveaux Robinson
Les Nouveaux Robinson est la marque commerciale de la Société coopérative biologique parisienne, une coopérative de distribution alimentaire biologique en région parisienne.

## Histoire
La coopérative est fondée en juin 1993, par 300 sociétaires qui investissent plus de 400 000 francs, soit 91 469 €, et ouvrent la première grande surface alimentaire d'agriculture biologique de région parisienne,. Elle prend le nom Les Nouveaux Robinson en référence au roman Robinson Crusoé de l'écrivain britannique Daniel Defoe. Un dixième de l'effectif est recruté en réinsertion grâce à un partenariat avec Emmaüs de Charenton-le-Pont (Val-de-Marne).
En 2001, l'enseigne réalise un chiffre d'affaires de 9,95 millions d'euros sur 1 000 m2 de surface commerciale et compte 75 salariés.
En 2008, ils ouvrent leur quatrième magasin et finissent l'année à 660 sociétaires. L'enseigne est qualifiée alors de « tristes et pas sexy »,, malgré un résultat de 13,3 millions d'euros sur 7 lieux de vente, dont 4 alimentaires.
En mars 2010, l'enseigne acquiert les 12 magasins de la marque Bio Génération, lui permettant de s'implanter sur Paris, et de multiplier par 3 le nombre de ses magasins. Cet achat fait suite à l'impossibilité du propriétaire de l'enseigne Bio Génération de continuer son activité.
Fin 2011, Les Nouveaux Robinson dénombre 17 magasins en Ile-de-France. La société est condamnée par la cour d'appel de Paris à plus de 10 000 € de dommages-intérêts pour un licenciement abusif.
Fin 2012, la coopérative dispose d'un capital de 4,6 millions d'euros détenu par 746 sociétaires dont des sociétés de capital risque tels les clubs d'investisseurs pour une gestion alternative et locale de l'épargne solidaire, Garrigue, Société d’investissement France Active, la Nef ; et emploie 230 personnes, dont du personnel en insertion par l'activité économique.
En 2016, Denis Guillot, président du directoire, revendique 1 200 sociétaires pour un capital de plus de quatre millions d’euros.
En 2019, 2020 et, à nouveau, en 2021, plusieurs grèves des salariés ont lieu pour dénoncer la baisse des effectifs et ce qui est jugé comme le délitement de l'esprit coopératif,.
Ils lancent leur service de livraison à domicile en 2020 à la suite de la pandémie de Covid-19 en France et leur click and collect en 2021.
La coopérative est cliente et sociétaire de La Nef et d'Enercoop. Elle a disposé de l'agrément entreprise solidaire devenu agrément « Entreprise solidaire d'utilité sociale », mais n'en dispose plus en 2022.
En 2022, la situation financière de la coopérative la force à chercher un repreneur pour neuf magasins afin d'éviter la cessation de paiement. Finalement, l'entreprise est mise en liquidation judiciaire à l'amiable le 18 octobre 2022.